# Закіпці
Закіпці —  село в Україні, у Самбірському районі Львівської області. Населення становить 588 осіб. Орган місцевого самоврядування — Турківська міська рада .

## Церква
Дерев'яна церква Собору святого Іоанна Хрестителя постала у 1860 році. Вона розташована посеред села на високому горбі. Орієнтована вівтарем на схід. Належала до парафії в Ільнику Землянському (Шляхецькому) Турчанського деканату Перемиської єпархії. У 1958-1989 роках церква була замкненою і богослужіння у ній не відправлялись через заборону радянської влади.